# Bernard Emmanuel Kasanda Mulenga
Bernard Emmanuel Kasanda Mulenga (* 25. Dezember 1954 in Kananga) ist Bischof von Mbujimayi. 

## Leben
Bernard Emmanuel Kasanda Mulenga empfing am 6. August 1981 die Priesterweihe. Papst Johannes Paul II. ernannte ihn am 14. Februar 1998 zum Titularbischof von Utimmira und Weihbischof in Mbujimayi. 
Die Bischofsweihe spendete ihm der Bischof von Mbujimayi, Tharcisse Tshibangu Tshishiku, am 14. Juni desselben Jahres; Mitkonsekratoren waren Godefroid Mukeng’a Kalond CICM, Erzbischof von Kananga, und Valentin Masengo Mkinda, Bischof von Kabinda.
Am 1. August 2009 ernannte ihn Benedikt XVI. zum Bischof von Mbujimayi. 